# Máximo común divisor
En las matemáticas, se define el máximo común divisor (mcd o m. c. d.) de dos o más números enteros al mayor número entero que los  divide sin dejar residuo alguno.

## Precisiones
El {\displaystyle a} y {\displaystyle b} dos números enteros distintos de cero. Si un número {\displaystyle c} divide a {\displaystyle a} y {\displaystyle b}, es decir, {\displaystyle c|a} y {\displaystyle c|b}, diremos que {\displaystyle c} es divisor común de {\displaystyle a} y {\displaystyle b}. Obsérvese que dos números enteros cualesquiera tienen divisores comunes. Si los divisores comunes de {\displaystyle a} y {\displaystyle b} son únicamente 1 y -1 entonces diremos son primos entre sí'.
Un número entero d se llama máximo común divisor (M.C.D) de los números a y b cuando:
1. d es divisor común de los números a y b
2. d es divisible por cualquier otro divisor común de los números a y b.

Ejemplo:
12 es el mcd de 36 y 60. Pues 12|36 y 12|60; a su vez 12 es divisible por 1, 2, 3, 4, 6 y 12 que son divisores comunes de 36 y 60.

## Cálculo del máximo común divisor
Los tres métodos más utilizados para el cálculo del máximo común divisor de dos números son:

### Por descomposición en factores primos
El máximo común divisor de dos números puede calcularse determinando la descomposición en factores primos de los dos números y tomando los factores comunes elevados a la menor potencia, el producto de los cuales será el MCD.
Ejemplo: para calcular el máximo común divisor de 48 y de 60 se obtiene de su factorización en factores primos.
| {\displaystyle {\begin{array}{r\|l}48&2\\24&2\\12&2\\6&2\\3&3\\1&\end{array}}} |
| {\displaystyle 48=2^{4}\cdot 3\,}                                              |

| {\displaystyle {\begin{array}{r\|l}60&2\\30&2\\15&3\\5&5\\1&\end{array}}} |
| {\displaystyle 60=2^{2}\cdot 3\cdot 5\,}                                  |

El MCD son los factores comunes con su menor exponente, esto es:
{\displaystyle \operatorname {MCD} (48;60)=2^{2}\cdot 3=12}
En la práctica, este método solo es operativo para números pequeños tomando en general demasiado tiempo calcular la descomposición en factores primos de dos números cualesquiera.

### Usando el algoritmo de Euclides
Un método más eficiente es el algoritmo de Euclides, que utiliza el algoritmo de la división junto al hecho que el MCD de dos números también divide al resto obtenido de dividir el mayor entre el más pequeño.
Ejemplo 1:
Si se divide 60 entre 48 dando un cociente de 1 y un resto de 12, el MCD será por tanto divisor de 12. Después se divide 48 entre 12 dando un resto de 0, lo que significa que 12 es el MCD. Formalmente puede describirse como:
{\displaystyle \operatorname {mcd} (a,0)=a}
{\displaystyle \operatorname {mcd} (a,b)=\operatorname {mcd} (b,a\,\mathrm {mod} \,b).}
Ejemplo 2:
El MCD de 42 y 56 es 14. En efecto:
{\displaystyle \operatorname {mcd} (42,56)=14\,}
operando:
{\displaystyle {\frac {42}{14}}=3\;,\quad {\frac {56}{14}}=4}

### Usando el mínimo común múltiplo
El máximo común divisor también puede ser calculado usando el mínimo común múltiplo. Si a y b son distintos de cero, entonces el máximo común divisor de a y b se obtiene mediante la siguiente fórmula, que involucra el mínimo común múltiplo de a y b:
{\displaystyle \operatorname {MCD} (a,b)={\frac {a\cdot b}{\operatorname {mcm} (a,b)}}}

### MCD de tres o más números
El máximo común divisor de tres o más números se puede definir usando recursivamente: {\displaystyle \ \operatorname {MCD} (a,b,c)=\operatorname {MCD} (a,\operatorname {MCD} (b,c))}.

## Propiedades
1. Si {\displaystyle \ \operatorname {MCD} (a,b)=d} entonces {\displaystyle \ \operatorname {MCD} \left({\frac {a}{d}},{\frac {b}{d}}\right)=1}
2. Si {\displaystyle \ m\in \mathbb {Z} }, {\displaystyle \ \operatorname {MCD} (ma,mb)=|m|\cdot \operatorname {MCD} (a,b)}
3. Si {\displaystyle \ p} es un número primo, entonces {\displaystyle \ \operatorname {MCD} (p,m)=p} o bien {\displaystyle \ \operatorname {MCD} (m,p)=1}
4. Si {\displaystyle d=\operatorname {MCD} (m,n),\ m=d'm'',\ n=d'n'',\ \operatorname {MCD} (m'',n'')=1}, entonces {\displaystyle \ d=d'}
5. Si {\displaystyle \ d'} es un divisor común de {\displaystyle \ m} y {\displaystyle \ n}, entonces {\displaystyle d'\mid \operatorname {MCD} (m,n)}
6. Si {\displaystyle \ m=nq+r}, entonces {\displaystyle \operatorname {MCD} (m,n)=\operatorname {MCD} (n,r)}
7. Si {\displaystyle \ m=p_{1}^{\alpha _{1}}\cdots p_{k}^{\alpha _{k}}\;\,\mathrm {y} \;\,n=p_{1}^{\beta _{1}}\cdots p_{k}^{\beta _{k}},\;\,\alpha _{i},\beta _{i}\geq 0,\;\,i=1,...,k}, entonces:

{\displaystyle \operatorname {MCD} (m,n)=p_{1}^{\operatorname {min} (\alpha _{1},\beta _{1})}\cdots p_{k}^{\operatorname {min} (\alpha _{k},\beta _{k})}}
La última propiedad indica que el máximo común divisor de dos números resulta ser el producto de sus factores primos comunes elevados al menor exponente.
Geométricamente, el máximo común divisor de a y b es el número de puntos de coordenadas enteras que hay en el segmento que une los puntos (0,0) y (a,b), excluyendo el (0,0).

### Proposiciones
1. {\displaystyle \forall \ a,\ b\in \mathbb {Z} } {\displaystyle \ni } {\displaystyle \ a,\ b\neq \ 0} , {\displaystyle \exists !}d ≥ 1  {\displaystyle \ni } MCD(a, b) = d.[5]
2. El M.C.D. de los números a y b puede ser representado en forma de combinación lineal de estos números. Esto es (a, b) = ax + by
3. Si dos números enteros son primos entre sí, i.e. su MCD = 1 o en otra notación (a,b) = 1, entonces cabe la representación ma + nb = 1 donde m y n son números enteros (Identidad de Bézout).
4. si a|bc y (a,b) = 1, será a|c. En otras palabras, si un número a divide un producto de otros dos números y es coprimo con uno de ellos, entonces divide necesariamente el otro número o factor.[6]
5. MCD(a, m) = 1 {\displaystyle \land } MCD(a, n) = 1 {\displaystyle \Longrightarrow } MCD( a, mn) = 1.[6]
6. (a,b) es divisor de (a, bc)[7]
7. t(a,b) = (ta, tb) para todo t entero[8]
8. Si (m, b)= 1 entonces (am, b)= (a, b)[9]
9. Si (m,b)= 1, (am, n) = 1 entonces (am, bn) = (a, b)
10. Para todo x, (a, b)= (b, a) = (a, -b) = (a, b + ax)[10]
11. " Por definición, (0, 0) = 0 ".[11]  De tal modo el mcd se definiría en todo ℤxℤ.
12. (a, b) = b si solo si b | a, ( O sea si a es múltiplo de b).
13. Si (a,b)= D, entonces (an, bn) = Dn[12]
14. mZ + nZ = (m,n)Z. Si sumamos sendos múltiplos de dos enteros es lo mismo que considerar los múltiplos de su máximo común divisor.[13]
15. {\displaystyle (a^{2},ab,b^{2})=(a,b)^{2}}[14]

### MCD como operación interna
- EL MCD se puede estructurar como una operación en Z, de este modo a cualquier par de enteros, o sea a un elemento de Z x Z, le asigna un único elemento de Z
- Para cualquier par de enteros (a,b) existe un entero no negativo d que es su máximo común divisor. Esto es a*b = (a,b) = d
- El MCD goza de la propiedad asociativa, como de la propiedad conmutativa.
- El MCD posee un elemento identidad, el cero, de modo tal que (a, 0)= (0,a)= a[15]
- El MCD tiene un comportamiento dual que el mínimo común múltiplo y a los enteros no negativos a y b los liga la ecuación ab = (a,b)[a,b][16]
- Propiedad de 1: (a,1) = 1 para cualquier entero a[17]

## Aplicaciones
El MCD se utiliza para simplificar fracciones. Por ejemplo, para simplificar la fracción {\displaystyle \scriptstyle {\frac {48}{60}}} se calcula primero el mcd(60, 48) = 12, dividiéndose el numerador y el denominador de la fracción inicial por 12 para obtener la fracción simplificada {\displaystyle \scriptstyle {\frac {4}{5}}}.
El MCD también se utiliza para calcular el mínimo común múltiplo de dos números. En efecto, el producto de los dos números es igual al producto de su máximo común divisor por su mínimo común múltiplo. Así, para calcular el mínimo común múltiplo de 48 y de 60, calculamos primero su mcd, 12, siendo su mínimo común múltiplo {\displaystyle \scriptstyle {\frac {48\cdot 60}{12}}=240}.
El MCD y el algoritmo de Euclides se emplea en la resolución de ecuaciones diofánticas lineales con dos incógnitas.
El algoritmo de Euclides se emplea en el desarrollo de un número racional en fracción continuada (sic).